# NGC 3842
NGC 3842 este o brightest cluster galaxy⁠(d) situată în constelația Leul. A fost descoperită în 26 aprilie 1785 de către William Herschel. Se află la o distanță de 98 de megaparseci de Pământ.